# Taeniastrotos californiensis
Taeniastrotos californiensis is een eenoogkreeftjessoort uit de familie van de Taeniacanthidae. De wetenschappelijke naam van de soort is voor het eerst geldig gepubliceerd in 1969 door Cressey.